# Pete Lammons
Pete Lammons é um ex-jogador profissional de futebol americano estadunidense.

## Carreira
Pete Lammons foi campeão do Super Bowl III jogando pelo New York Jets.